# Abbeyshrule
Abbeyshrule (irl. - Mainistir Shruthla) - miasto znajdujące się w południowo - wschodniej części hrabstwa Longford w Irlnadii nad Kanałem Królewskim.
Na obrzeżach miasta znajduje się port lotniczy Abbeyshrule Aerodrome.